# Kevin Burke

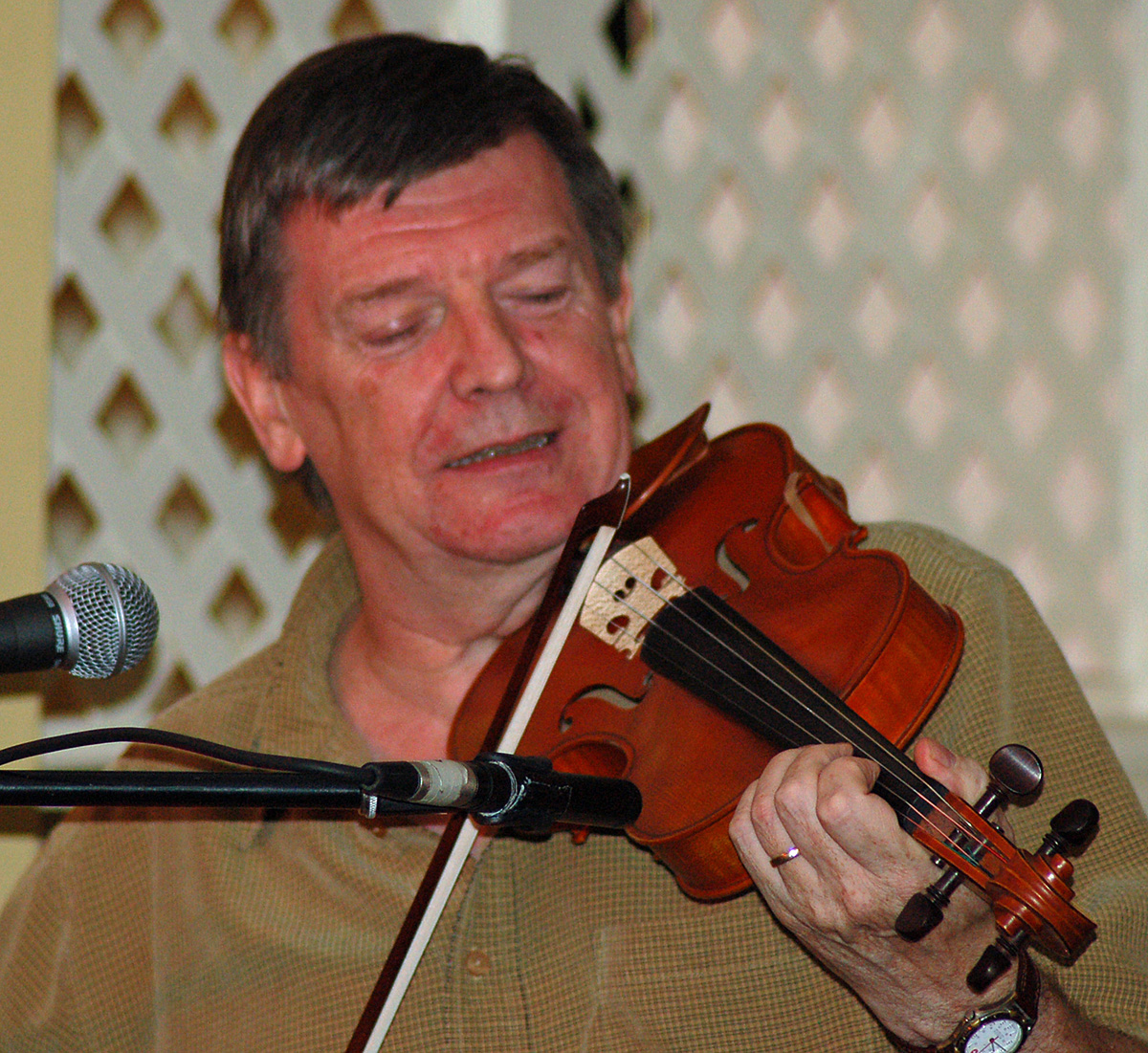
Kevin Burke

Kevin Burke (Londen, 1950) is een Iers violist.
Hij werd in Londen, Engeland geboren en grootgebracht. Hij begon al viool te spelen toen hij nog maar acht jaar oud was. Hij wordt nu bij de beste folkviolisten van de wereld gerekend, deze roem heeft hij te danken aan zijn interpretatie van de Ierse folkmuziek. Befaamd werd hij door zijn optreden in Ierland met Patrick Street en The Bothy Band.
Ook zijn optreden bij Celtic Fiddle Festival oogstte veel succes. Burke die nu in Portland, Oregon in de VS woont, heeft daar met een nieuwe formatie Open House ook enige cd's opgenomen. Hij is nog steeds actief als violist.

## Discografie
- Sweeney's Dream (Solo) (1972)
- If The Cap Fits (Solo) (Green Linnet, 1978)
- Eavesdropper (met Jackie Daly) (Green Linnet, 1981)
- Up Close (Solo) (Green Linnet, 1984)
- Irish Fiddle Festival (Boston, (1991)
- met Pat Kilbridge, Undocumented Dancing, (1992)
- Dear Ol' Erin's Isle (Nimbus) 1992 met John Williams, Liz Carroll, Seamus Connelly, Tom Doherty, Seamus Egan, Eileen Ivers, Jimmy Keane, Billy McComiskey, Brendan Mulvihill en Joe Shannon
- In Concert (Solo) (Green Linnet, 1999)
- Old Hag You Have Killed Me (Green Linnet, 1976)
- Live in Concert (The Bothy Band) (Green Linnet, 1976)
- Out of the Wind and into the Sun (The Bothy Band) (Green Linnet, 1977)
- After Hours (The Bothy Band) (Green Linnet, 1978)
- Promenade (met Michéal Ó'Domhnaill) (Green Linnet, 1979)
- Best of the Bothy Band (Green Linnet, 1981)
- Portland (met Michéal Ó'Domhnaill) (Green Linnet, 1982)
- Patrick Street (Green Linnet, 1986)
- Live From Patrick Street (Green Linnet, 1999)
- Made in Cork (Green Linnet, 1997)
- Corner Boys (Green Linnet, 1996)
- All in Good Time (Green Linnet, 1993)
- Irish Times (Green Linnet, 1990)
- No. 2 Patrick Street (Green Linnet, 1988)
- Celtic Fiddle Festival (met Johnny Cunningham en Christian LeMaitre) (Green Linnet, 1993)
- Encore (Celtic Fiddle Festival) (Green Linnet, 1998)
- met Johnny B. Connolly, Bridgetown,  (2001)
- Rendezvous (Celtic Fiddle Festival) (Green Linnet, 2001)
- Play on (Celtic Fiddle Festival) (Green Linnet, 2005)
- Open House (Green Linnet, 1992)
- Second Story (Open House) (Green Linnet, 1994)
- Hoof and Mouth (Open House) (Green Linnet, 1997)
- The Crossing (met Tim O'Brien) (2001)
- In Tandem (met Ged Foley) (2005)
- Across the Black River (met Cal Scott) (2007)

- International Standard Name Identifier: 0000 0003 8812 9847
- Library of Congress Control Number: no98109521
- MusicBrainz: 27f804b3-6925-4c8f-b24e-9e642da63c65
- Système universitaire de documentation: 261975277
- Virtual International Authority File: 281258798
- WorldCat: E39PBJbCHhWvVpdWdTD9tT6BT3